# ليك ألباني
ليك ألباني (بالإنجليزية: Albanian lek) هي العملة المتداولة في ألبانيا منذ 1926. يقسم الليك إلى 100 قنداركة (مفردها قنداركي).

## تاريخ الليك الألباني

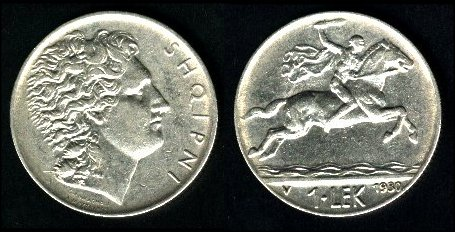
الإسكندر الأكبر في ألبانيا الأولى 1 عملة ليك.

قدم الليك كأول عملة ألبانية في فبراير 1926.
قبل ذلك، كانت ألبانيا دولة بدون عملة، مستخدمة معيار الذهب لتحديد القيم التجارية. قبل الحرب العالمية الأولى، كان قرش الدولة العثمانية متداولًا بكامل طاقته. أثناء احتلال ألبانيا من قبل النمسا والمجر، فُرضت أوراق نقدية من الكرونة النمساوية المجرية على السكان. كان الألبان مترددين في استخدام هذه الأوراق النقدية ولم يفعلوا ذلك إلا في التبادلات مع المحتلين. استخدمت غالبية السكان قروش الذهب والفضة، أو تخلوا عن المال تمامًا وقاموا بالمقايضة بدلاً من ذلك. في عام 1923، تداولوا الورق الإيطالي في إشقودرة ودراس وفلوره وجيروكاستر، والدراخما اليونانية في كورتشي، والتي كانت قيمها تختلف وفقًا للموقع وأسعار الصرف السائدة مقارنة بالذهب.

### المعيار الذهبي
من عام 1926 إلى عام 1939، التزمت الليكة الألبانية بمعيار الذهب بحكم القانون، حيث كانت أوراق الليكة النقدية قابلة للتحويل إلى ذهب. كان تحويل الليكة إلى ذهب مضمونًا وكان إصدار الفرنك الذهبي محدودًا بثلاثة ملايين وحدة. وبسبب معيار الذهب، لم تخضع الليكة حتى عام 1939 لتضخم كبير، وظلت كمية العملة المتداولة ثابتة نسبيًا. بعد الغزو الإيطالي لألبانيا، تمت مصادرة احتياطيات الذهب بأكملها في ألبانيا، والتي بلغ مجموعها 300000 فرنك ذهبي، وإرسالها إلى بنك الرايخ في برلين. أدى هذا الإجراء، إلى جانب إدخال الليرة الإيطالية في ألبانيا، إلى تضخم كبير وانخفاض قيمة الليكة.

### أصل الكلمة
تسمية هذه العملة بـ "ليك" لها قصتان متضاربتان:
1. سميت على اسم الإسكندر الأكبر،[9] الذي غالبًا ما يختصر اسمه إلى ليكا في الألبانية.[10] حيث ظهرت صورة الإسكندر على وجه العملة المعدنية بقيمة 1 ليك، بينما أظهره الوجه الآخر على حصانه.
2. سميت على اسم ليكي دوكاجيني  [لغات أخرى]‏.[11] ويعتبر هذا هو أصل الكلمة الرسمي، استنادًا إلى المناقشات في برلمان ألبانيا في عام 1922.[12]

كلمة "قينداركه" مشتقة من كلمة "قينداركه" الألبانية، وتعني مئة، أو من كلمة "قنطار" العربية (مئة وزن). وبالتالي، تُقارن الكلمة بكلمة "سنتيم" و"سنت" واللاتينية "سنتيناريوس" وغيرها.

### فرانغا
بين عامي 1926 و1939، كانت الوحدة الرئيسية للعملة الألبانية هي الفرنجا آري ‏ (بالإنجليزية: Fr.A.) ( فرنك ذهبي) بقيمة 5 ليك ويقسم إلى 100 قندار أر (سنت ذهبي )، يستخدم في المعاملات الدولية. كانت هذه الوحدة مماثلة في مفهومها للبلجا، وهي وحدة تساوي خمسة فرنكات بلجيكية.

## العملات المعدنية

### الليك الأول
في عام 1926، قدمت العملات البرونزية بفئات 5 و10 قنطار، إلى جانب النيكل 1⁄4ليك، 1⁄2ليك و 1 ليك، والفضة الأب أ. 1، الأب أ. 2 و الأب أ. ٥. يُصوِّر وجه عملات الفرنك الملك زوغ. في عام 1935، صُدِرَت سنتان برونزيتان من فئة سنت واحد وسنتان ذهبيتان، تُعادلان قيمة 5 و10 قنطارات على التوالي. تميّزت هذه السلسلة من العملات بزخارف كلاسيكية جديدة مميزة، يُقال إنها استُلهِمت من الملك الإيطالي فيكتور إيمانويل الثالث، المعروف بشغفه بجمع العملات. تحمل هذه العملات علامات دار السك "R" أو "V" أو "L"، التي تُشير إلى روما أو فيينا أو لندن.
تحت إشراف بينيتو موسوليني، غزت إيطاليا ألبانيا واحتلتها وأصدرت سلسلة جديدة من العملات المعدنية في عام 1939 بفئات ليك. 0.20، ليك 0.50، 1 ليك و 2 ليك من الفولاذ المقاوم للصدأ، و 5 ليك و 10 ليك فضي. ليك برونزي وألومنيوم. 0.05 و ليك قدمت 0.10 في عام 1940. و حدد سعر صرف ثابت مع الليرة الإيطالية عند 5:6.25 (1 ليك = 1.25 ليرة تركية، أو 1 فرنك تركي = 6.25 ليرة تركية). صدرت هذه العملات حتى عام 1941، وتحمل صورة الملك الإيطالي فيكتور إيمانويل الثالث على الوجه الأمامي، والنسر الألباني مع حزمة من الأوراق النقدية على الوجه الخلفي.
في عام 1947، بعد فترة وجيزة من تولي الحزب الشيوعي السلطة، سحبت العملات القديمة من التداول و قدمت عملة جديدة تتكون من الزنك  ليك، 1 ليك، 2 ليك و 5 ليك. جميعها تحمل شعار الحزب الاشتراكي الوطني. سُكّت هذه العملة مجددًا عام 1957، واستمر استخدامها حتى إصلاح العملة عام 1965.

### الليك الثاني
وفي عام 1965، نفذ إصلاح نقدي مصادري بنسبة 10:1.
قدمت العملات المعدنية المصنوعة من الألومنيوم (بتاريخ 1964) بفئات 5 و10 و20 و50 قنطارًا و1 جميع العملات تحمل شعار الدولة الاشتراكية.
في عام 1969، إنتجت سلسلة ثانية من عملات الألمنيوم 5 و10 و20 و50 قنطارًا و1 صدرت عملات ليك تخليدًا لذكرى التحرير من الفاشية عام 1944. حافظت الفئات الثلاث الأصغر على تصميمها المشابه لسلسلة عام 1964، لكنها حملت عبارة "1944-1969" على وجهها. أما عملات الـ 50 قنطارًا والـ ليك، فقد حملت صورًا وطنية وعسكرية.
في عام 1988، إجريت إعادة تصميم ثالثة لأوراق الألمنيوم 5 و10 و20 و50 قنطارًا و1 إصدرت عملات ليك. 50 قينداركا و1 كانت عملات ليك متطابقة بشكل مثير للمشاكل من حيث الحجم والوزن والمظهر، لذا فإن عملات الألومنيوم والبرونز 1 إصدرت عملات Lek التي تحمل نقش "Republika Popullore Socialiste e Shqipërisë" في وقت لاحق من ذلك العام لتحديد هوية أفضل. في عام 1989، قدمت عملة النحاس والنيكل 2 ليك.
ظلت هذه العملات الثلاث متداولة خلال ثورة 1991 وبعدها بفترة وجيزة. في الأول من يناير/كانون الثاني 1992، فقدت هذه العملات قيمتها القانونية، مما جعل القناطر فعليًا عتيقة.

#### شهادات الصرف الأجنبي
على غرار العديد من البلدان الاشتراكية الأخرى، أصدرت ألبانيا شهادات صرف أجنبي ‏، والتي لم يتداولوها إلا في متاجر مخصصة لذلك، وكان استبدالها بالأوراق النقدية العادية محظورًا.

### الليك الثالث
في عامي 1995 و1996، قدمت عملات معدنية جديدة بفئات 1 ليك، 5 ليكي، 10 ليكي، 20 ليكي و 50 ليكي، مع ثنائي المعدن 100 إضيفت في عام 2000. تستخدم هذه العملات المعدنية الحرف e بدلاً من الحرف ë الصحيح، ولكن تتهجأ الأوراق النقدية بشكل صحيح.
| عملات الليك (1995 حتى الآن)                                                                  | عملات الليك (1995 حتى الآن) | عملات الليك (1995 حتى الآن) | عملات الليك (1995 حتى الآن) | عملات الليك (1995 حتى الآن) | عملات الليك (1995 حتى الآن) | عملات الليك (1995 حتى الآن)                                         | عملات الليك (1995 حتى الآن) | عملات الليك (1995 حتى الآن)                                       | عملات الليك (1995 حتى الآن)                                            | عملات الليك (1995 حتى الآن)  | عملات الليك (1995 حتى الآن) |
| الصورة                                                                                       | الصورة                      | القيمة                      | المعلمات التقنية            | المعلمات التقنية            | المعلمات التقنية            | المعلمات التقنية                                                    | الوصف                       | الوصف                                                             | الوصف                                                                  | التاريخ                      | التاريخ                     |
| وجه العملة                                                                                   | العكس                       | القيمة                      | القطر                       | السماكة                     | الكتلة                      | التركيب                                                             | الحافة                      | وجه العملة                                                        | العكس                                                                  | سك النقود                    | الإصدار                     |
| -------------------------------------------------------------------------------------------- | --------------------------- | --------------------------- | --------------------------- | --------------------------- | --------------------------- | ------------------------------------------------------------------- | --------------------------- | ----------------------------------------------------------------- | ---------------------------------------------------------------------- | ---------------------------- | --------------------------- |
|                                                                                              |                             | 1 ليك                       | 18.1 مم                     | 1.6 مم                      | 3 g                         | البرونز (1996)، الفولاذ المطلي بالنحاس (2008-2013)                  | ناعم                        | طائر البجع في الوسط، "Republika e Shqipërisë"، سنة                | القيمة الاسمية، فروع منحوتة بشكل فني على شكل تاج                       | 1996, 2008, 2013             | 1996                        |
|                                                                                              |                             | 5 ليك                       | 20 مم                       | 1.6 مم                      | 3.12 g                      | الفولاذ المطلي بالنيكل                                              | ناعم                        | النسر من علم ألبانيا، "Republika e Shqipërisë"، سنة               | القيمة الاسمية، فروع منحوتة بشكل فني على شكل تاج                       | 1995, 2000, 2011, 2014, 2020 | 1995                        |
|                                                                                              |                             | 10 ليك                      | 21.25 مم                    | 1.5 مم                      | 3.6 g                       | الألومنيوم والبرونز (1996-2000)، الفولاذ المطلي بالنحاس (2009-2018) | مطحون                       | قلعة بيرات، "Republika e Shqipërisë"، سنة                         | القيمة الاسمية، فروع منحوتة بشكل فني على شكل تاج                       | 1996, 2000, 2009, 2013, 2018 | 1996                        |
|                                                                                              |                             | 20 ليك                      | 23 مم                       | 2 مم                        | 4.6 g                       | الألومنيوم والبرونز (1996-2000)، الفولاذ المطلي بالنحاس (2012-2020) | مطحون                       | سفينة ليبورن، "Republika e Shqipërisë"، سنة                       | القيمة الاسمية، فروع منحوتة بشكل فني على شكل تاج                       | 1996, 2000, 2012, 2016, 2020 | 1996                        |
|                                                                                              |                             | 50 ليك                      | 24.25 مم                    | 1.5 مم                      | 5.5 g                       | نيكل نحاسي                                                          | مطحون                       | صورة للملك الإيليري جينتيوس، جمهورية شكيبيريس"، سنة               | القيمة الاسمية، فروع منحوتة بشكل فني على شكل تاج                       | 1996, 2000, 2020             | 1996                        |
|                                                                                              |                             | 50 ليك                      | 24.25 مم                    |                             | 5.5 g                       | نيكل نحاسي                                                          | مطحون                       | خوذة إليرية، "Republika e Shqipërisë"، "Antikiteti Shqiptar"، سنة | القيمة الاسمية، مقسومة على خط أفقي وفي القوس فوق "Antikiteti Shqiptar" | 2003                         | 2004                        |
|                                                                                              |                             | 100 ليك                     | 24.75 مم                    | 1.9 مم                      | 6.7 g                       | ثنائي المعدن: مركز من الألومنيوم والبرونز في حلقة من النحاس والنيكل | مطحون                       | صورة للملكة الإيليرية توتا، "Republika e Shqipërisë"، سنة         | القيمة الاسمية، فروع منحوتة بشكل فني على شكل تاج                       | 2000                         | 2000                        |
| هذه الصور هي بمقياس 2.5 بكسل لكل ملم. For table standards, see the coin specification table. |                             |                             |                             |                             |                             |                                                                     |                             |                                                                   |                                                                        |                              |                             |

#### العملات التذكارية
في عام 2001، 100 ليكي و 200 صدرت عملات ليكي بمناسبة اندماج ألبانيا في الاتحاد الأوروبي، و50 و100 و200 ليكي بمناسبة الذكرى السنوية الخمسمائة لتمثال داود. في عام 2002، صدرت 50 ليكي و 100 صدرت الليك بمناسبة الذكرى التسعين لاستقلال ألبانيا ‏ و20 ليك تحت عنوان العصور القديمة الألبانية. في عام 2003، صدر 50 ليكي تخليدًا للذكرى المئوية لوفاة جيرونيم دي رادا. في عام 2004، صدر 50 ليكي. صدرت مجلة "ليكي" تحت عنوان "العصور القديمة الألبانية" التي تصور الأزياء التقليدية لألبانيا وديانة "ديا" القديمة. في عام 2005، صدر 50 صدرت ليك بمناسبة الذكرى الخامسة والثمانين لإعلان تيرانا عاصمة وموضوع الأزياء التقليدية لألبانيا.

## الأوراق النقدية

### الليك الأول
في عام 1926، قدم البنك الوطني الألباني (Banka Kombëtare e Shqipnis) أوراقًا نقدية من فئات Fr.A. 1، الأب أ. 5، الأب أ. 20 و الأب أ. 100. في عام 1939، صدرت أوراق نقدية من فئة 100 فرنك. 5 و الأب أ. 20. وقد تبع ذلك في عام 1944 ملاحظات لمدة عامين. ليك، 5 ليك، 10 ليك، والأب أ. 100.
في عام 1945، أصدر البنك الشعبي الألباني (Banka e Shtetit Shqiptar) مطبوعات متراكبة على أوراق البنك الوطني الوطنية بقيمة 10 ليك، الأب أ. 20 و الأب أ. 100. وفي عام 1945 صدرت أيضًا أوراق نقدية منتظمة من فئة 1 فرنك. 5، الأب أ. 20، الأب أ. 100 و فر.أ. 500. في عام 1947، أوقف استخدام الفرنجا آري و اعتمد الليك كوحدة العملة الرئيسية، مع إصدار أوراق نقدية بقيمة 10 ليك، 50 ليك، 100 ليك، 500 ليك و 1000 ليك.
|                   |       | 10 ليك   |
|                   |       | 50 ليك   |
|                   |       | 100 ليك  |
|                   |       | 500 ليكي |
|                   |       | 1000 ليك |
| سلسلة 1949 و 1957 |       |          |
| وجه العملة        | العكس | قيمة     |
|                   |       | 10 ليك   |
|                   |       | 50 ليك   |
|                   |       | 100 ليك  |
|                   |       | 500 ليك  |
|                   |       | 1000 ليك |

### الليك الثاني
في عام 1965، قدمت الأوراق النقدية (المؤرخة عام 1964) من قبل بنك شتيتيت شكيبتار في فئات 1 ليك، 3 ليك، 5 ليك، 10 ليك، 25 ليك، 50 ليك و 100 صدرت سلسلة ثانية من الأوراق النقدية في عام 1976 عندما غيرت البلاد اسمها إلى جمهورية الصين الشعبية الاشتراكية.
| وجه العملة       | العكس            | قيمة             | لون              | وجه العملة                         | العكس                                                                     |
| سلسلة 1964 و1976 | سلسلة 1964 و1976 | سلسلة 1964 و1976 | سلسلة 1964 و1976 | سلسلة 1964 و1976                   | سلسلة 1964 و1976                                                          |
| ---------------- | ---------------- | ---------------- | ---------------- | ---------------------------------- | ------------------------------------------------------------------------- |
|                  |                  | 1 ليك            | أخضر             | زوجان فلاحان مع القمح              | قلعة روزافا ‏ ، شكودر                                                      |
|                  |                  | 3 ليك            | بني              | امرأة تحمل سلة فاكهة               | فلورا                                                                     |
|                  |                  | 5 ليك            | أرجواني          | قطار بخاري وشاحنة                  | سفينة                                                                     |
|                  |                  | 10 ليك           | أخضر             | امرأة تعمل في مصنع نسيج            | البيروقراطيون والفلاحون يتواصلون اجتماعيًا خارج قصر الثقافة، نعيم فراشيري  |
|                  |                  | 25 ليك           | أزرق غامق        | امرأة تحمل القمح وتحصده            | الحرث الآلي                                                               |
|                  |                  | 50 ليك           | أحمر             | الجيش في العرض العسكري، اسكندر بك  | بندقية موسين-ناغانت ، معول، مبنى سكني قيد الإنشاء                         |
|                  |                  | 100 ليك          | القرمزي          | رجل يُظهر لابنه سدًا كهرومائيًا جديدًا | عامل الصلب مع عامل النفط، يشيران بفخر، مصانع الصلب وآبار النفط في الخلفية |
| سلسلة 1991       |                  |                  |                  |                                    |                                                                           |
|                  |                  | 100 ليك          | أرجواني          | عمال الصلب أمام المصنع             | مصنع                                                                      |
|                  |                  | 500 ليك          | أزرق، برتقالي    | امرأة تحمل عباد الشمس، زخرفة رمزية | المناظر الطبيعية الجبلية                                                  |

#### سلسلة 1992
بسبب نقص النقد المتداول، صدرت في عام 1992 أوراق نقدية من فئة 10 و50 ليك أجنبي (Lek Valutë)، وزادت قيمتها 50 مرة: 10 ليك أجنبي = 500 ليك، 50 ليك أجنبي = 2500 ليك. ظلت الأوراق النقدية متداولة لمدة عام واحد فقط، وسرعان ما استُبدلت بأوراق نقدية من طراز 1992. طُبعت ورقة نقدية من فئة 1 ليك، لكنها لم تُطرح للتداول.
| سلسلة 1992 | سلسلة 1992 | سلسلة 1992 | سلسلة 1992  | سلسلة 1992    | سلسلة 1992    | سلسلة 1992                                    |
| صورة       | صورة       | قيمة       | أبعاد       | اللون الرئيسي | وصف           | وصف                                           |
| وجه العملة | العكس      | قيمة       | أبعاد       | اللون الرئيسي | وجه العملة    | العكس                                         |
| ---------- | ---------- | ---------- | ----------- | ------------- | ------------- | --------------------------------------------- |
|            |            | 1 ليك      | 165×75 مم   | بنفسجي        | عامل الصلب    | أبراج نقل الكهرباء، مولدات الطاقة الكهرومائية |
|            |            | 10 ليك     | 165×75 مم   | أخضر          | عامل الصلب    | أبراج نقل الكهرباء، مولدات الطاقة الكهرومائية |
|            |            | 50 ليك     | 165×75 مم   | بني           | عامل الصلب    | أبراج نقل الكهرباء، مولدات الطاقة الكهرومائية |
|            |            | 100 ليك    | 154 × 72 مم | بنفسجي        | مقاتل وطني    | الصقر والجبال                                 |
|            |            | 200 ليك    | 162 × 78 مم | بني           | إسماعيل قمالي | شعار النبالة لألبانيا ، إعلان استقلال ألبانيا |
|            |            | 500 ليك    | 170 × 78 مم | أزرق          | نعيم فراشيري  | شعر فراشيري                                   |
|            |            | 1000 ليك   | 178 × 78 مم | أخضر          | سكاندربيغ     | قلعة كروجي                                    |

#### سلسلة 1997
في 11 يوليو 1997، قدمت سلسلة جديدة من الأوراق النقدية المؤرخة 1996-1997.
طبعت الأوراق النقدية المؤرخة في عام 1996 بواسطة شركة De La Rue في المملكة المتحدة.
طرحت ورقة نقدية بقيمة 2000 ليك في عام 2008. ونادرًا ما يتداولوا ورقة نقدية بقيمة 100 ليك، حيث تستخدم عملة معدنية بقيمة 100 ليك بدلاً منها.
| سلسلة 1996 | سلسلة 1996 | سلسلة 1996 | سلسلة 1996   | سلسلة 1996      | سلسلة 1996                                                               | سلسلة 1996                                                         |
| صورة       | صورة       | قيمة       | أبعاد        | اللون الرئيسي   | وصف                                                                      | وصف                                                                |
| وجه العملة | العكس      | قيمة       | أبعاد        | اللون الرئيسي   | وجه العملة                                                               | العكس                                                              |
| ---------- | ---------- | ---------- | ------------ | --------------- | ------------------------------------------------------------------------ | ------------------------------------------------------------------ |
|            |            | 100 ليك    | 130 × 66 مم  | أرجواني/برتقالي | فان نولي (1882–1965)                                                     | أول مبنى للبرلمان الألباني                                         |
|            |            | 200 ليك    | 138 × 69 ملم | بني             | نعيم فراشيري (1846–1900)                                                 | مسقط رأس فراشيري                                                   |
|            |            | 500 ليك    | 145 × 68 مم  | أزرق            | إسماعيل قمالي (1844–1919)                                                | مبنى استقلال فلوري                                                 |
|            |            | 1000 ليك   | 151 × 72 مم  | أخضر            | بيتر بوغداني (1630–1689)                                                 | كنيسة فاو ديجيس القوطية                                            |
|            |            | 2000 ليك   | 160 × 72 مم  | أرجواني         | الملك جنت (جينتيوس) ‏ (توفي عام 167 قبل الميلاد)؛ ثلاث عملات معدنية قديمة | مدرج بوترينتو (بالقرب من سارندا)، جنطيانا صفراء ( Gentiana lutea ) |
|            |            | 5000 ليك   | 160 × 72 مم  | أخضر زيتوني     | إسكندر بك (1405–1468)                                                    | قلعة كروجي                                                         |

#### سلسلة 2019–2022
في عام 2019، كشف بنك ألبانيا عن سلسلة جديدة من الأوراق النقدية، تتميز بنفس الموضوعات التي ظهرت في سلسلة عام 1997، ولكن مع ميزات أمنية محسنة وتغيير في المادة لفئة 200. ورقة نقدية من فئة ليك؛ تصدر الآن كعملة نقدية من البوليمر.
وقد قدمت هذه السلسلة أيضًا فئة جديدة، وهي فئة 10000 ليك، أعلى فئة نقدية صدرت للتداول العام. صدرت أول فئتين من هذه السلسلة، وهما 200 و5000 ليكي، للتداول في 30 سبتمبر 2019، بينما صدرت فئة 1000 ليكي. ليك و 10000 ستصدر الأوراق النقدية من فئة ليك في 30 يونيو 2021، وفئة 2000 ليك و 500 ستصدر الأوراق النقدية من فئة ليك في 17 يناير 2022.
| سلسلة 2019–2022 | سلسلة 2019–2022 | سلسلة 2019–2022 | سلسلة 2019–2022 | سلسلة 2019–2022 | سلسلة 2019–2022                         | سلسلة 2019–2022                                                                                     |
| صورة            | صورة            | قيمة            | أبعاد           | اللون الرئيسي   | وصف                                     | وصف                                                                                                 |
| وجه العملة      | العكس           | قيمة            | أبعاد           | اللون الرئيسي   | وجه العملة                              | العكس                                                                                               |
| --------------- | --------------- | --------------- | --------------- | --------------- | --------------------------------------- | --------------------------------------------------------------------------------------------------- |
|                 |                 | 200 ليك         | 125 مم × 65 مم  | بني             | نعيم فراشيري                            | منزل ميلاد فراشيري، ورقة عليها بيت شعري شهير من إحدى قصائد فراشيري                                  |
|                 |                 | 500 ليك         | 132 مم × 69 مم  | أزرق            | إسماعيل قمالي                           | مبنى استقلال فلوري ، والتلغراف الذي استُخدم للإعلان عن استقلال البلاد، والغرفة التي اتُخذ فيها القرار |
|                 |                 | 1000 ليك        | 139 مم × 69 مم  | أخضر            | بيتر بوغداني                            | كنيسة فو القوطية                                                                                    |
|                 |                 | 2000 ليك        | 146 مم × 72 مم  | أرجواني         | الملك جنت (جينتيوس) ‏ ؛ ثلاث عملات قديمة | مدرج بوترينت (بالقرب من سارندا)، جنطيانا صفراء ( Gentiana lutea )                                   |
|                 |                 | 5000 ليك        | 153 مم × 72 مم  | أصفر            | سكاندربيغ                               | قلعة كرويه, نصب سكاندربغ التذكاري في ساحة سكاندربغ في تيرانا, وخوذته                                |
|                 |                 | 10,000 ليك      | 160 مم × 72 مم  | أحمر            | أسدريني (1872–1947)                     | الرموز التصويرية للعلم الوطني، أول سطرين من النشيد الوطني                                           |

## سعر الصرف ALL الحالي
| من Yahoo! Finance: | AUD CAD CHF EUR GBP HKD JPY USD |
| من XE.com:         | AUD CAD CHF EUR GBP HKD JPY USD |
| من Investing.com:  | AUD CAD CHF EUR GBP HKD JPY USD |
| منOANDA.com:       | AUD CAD CHF EUR GBP HKD JPY USD |

## وصلات خارجية
ّ
- Coin Types from Albania قائمة لمختلف القطع والأوراق النقدية وصور لليك الألباني (موقع بالإنجليزية)
- Banque Centrale de la République d'Albanie موقع البنك المركزي الألباني (موقع بالإنجليزية)
- الأوراق النقدية لألبانيا (بالإنجليزية) (بالألمانية)